# Madhuca longifolia
Madhuca longifolia är en tvåhjärtbladig växtart som först beskrevs av J.König och Carl von Linné, och fick sitt nu gällande namn av James Francis Macbride. Madhuca longifolia ingår i släktet Madhuca och familjen Sapotaceae.

## Underarter
Arten delas in i följande underarter:
- M. l. latifolia
- M. l. longifolia

## Bildgalleri

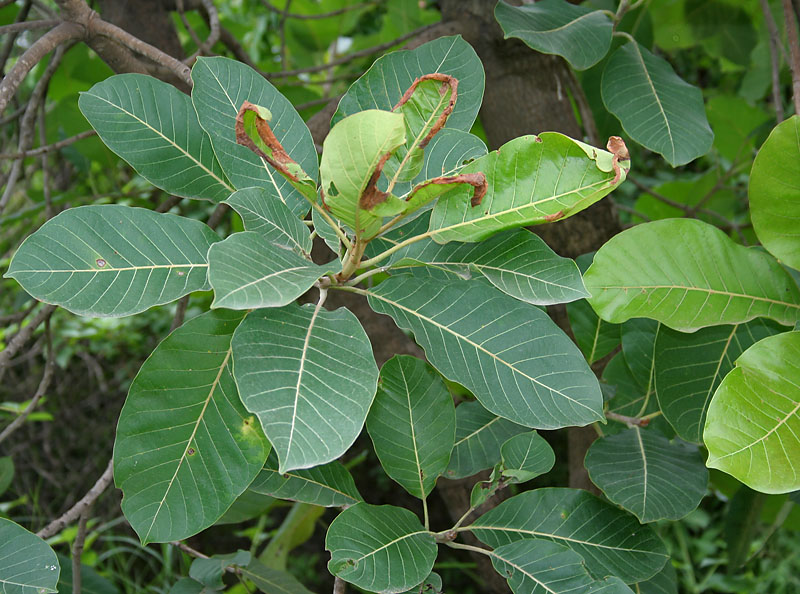
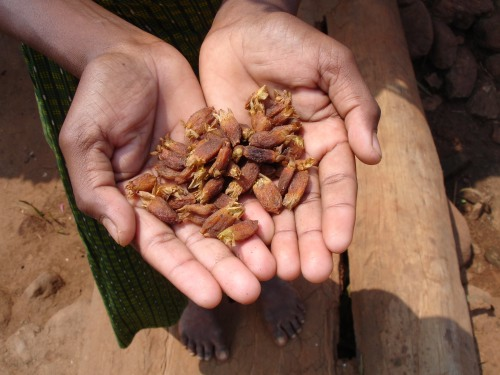
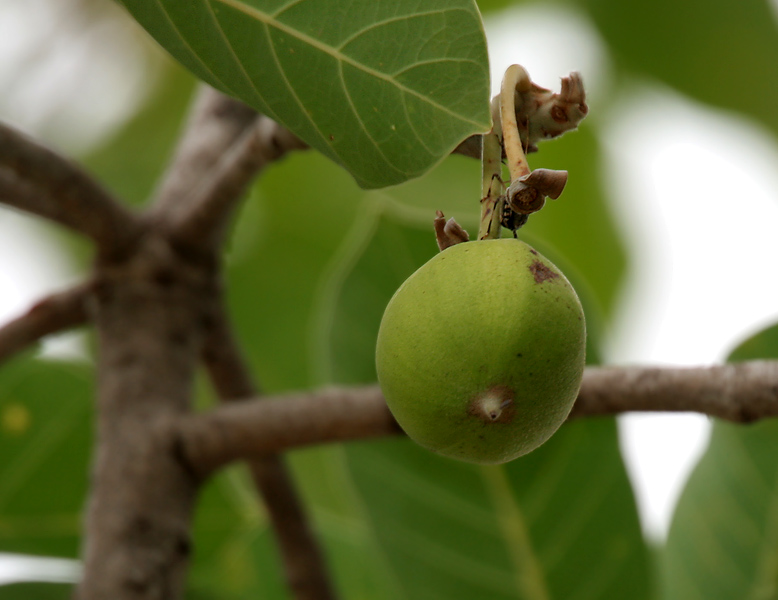
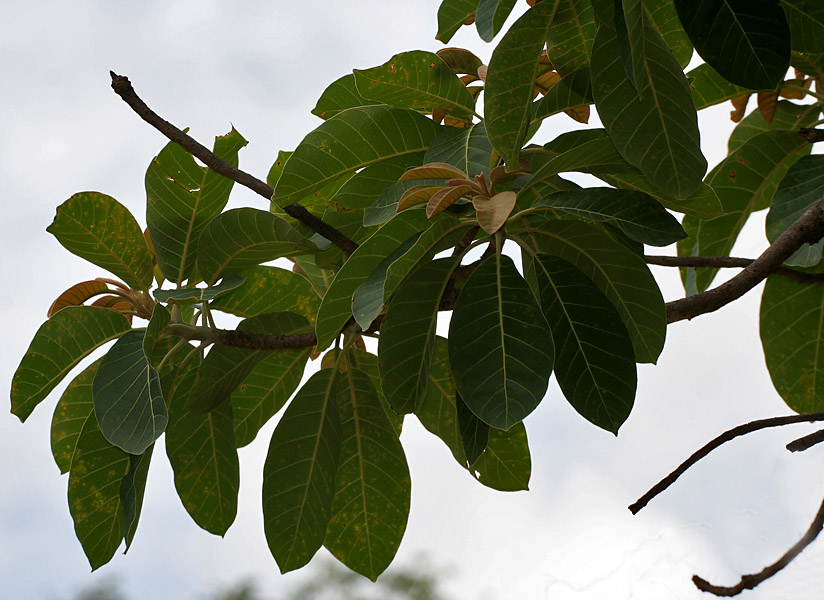
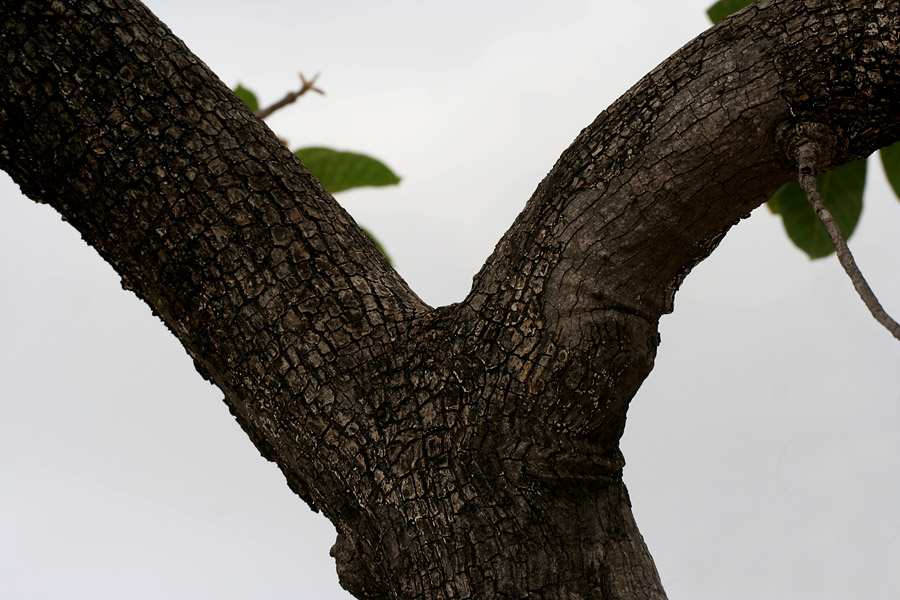
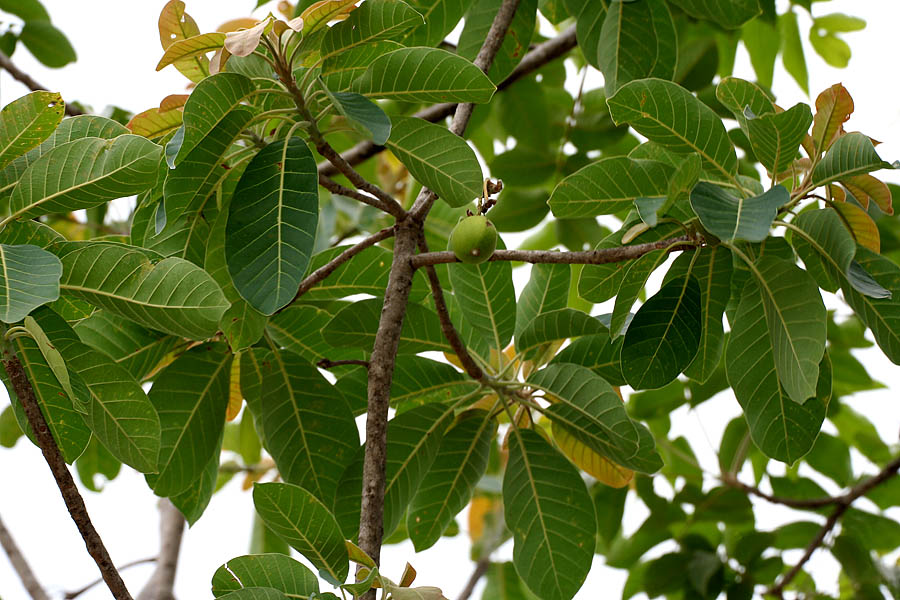